# Celtic Woman: Songs from the Heart
Celtic Woman: Songs from the Heart è il quinto album in studio del gruppo musicale Celtic Woman, pubblicato nel 2010.

## Tracce
Edizione standard
1. Fields of Gold – 3:49
2. Amazing Grace – 4:58
3. Níl sé'n lá – 3:35
4. My Lagan Love – 2:53
5. When You Believe – 4:31
6. The New Ground - Isle of Hope, Isle of Tears – 6:41
7. The Coast of Galiçia – 3:38
8. Non c'è più – 4:48
9. The Moon's a Harsh Mistress – 3:17
10. You'll Be in My Heart – 4:03
11. Goodnight My Angel – 3:15
12. Galway Bay – 4:17
13. The Lost Rose Fantasia – 2:19
14. O, America! – 3:47

Bonus track (Edizione deluxe)
1. The Call – 5:28
2. Finale / Mo Ghile Mear – 3:18

## Formazione
- Chloë Agnew – voce
- Lynn Hilary – voce
- Lisa Kelly – voce
- Alex Sharpe – voce
- Máiréad Nesbitt – violino